# Гармонічний мажор

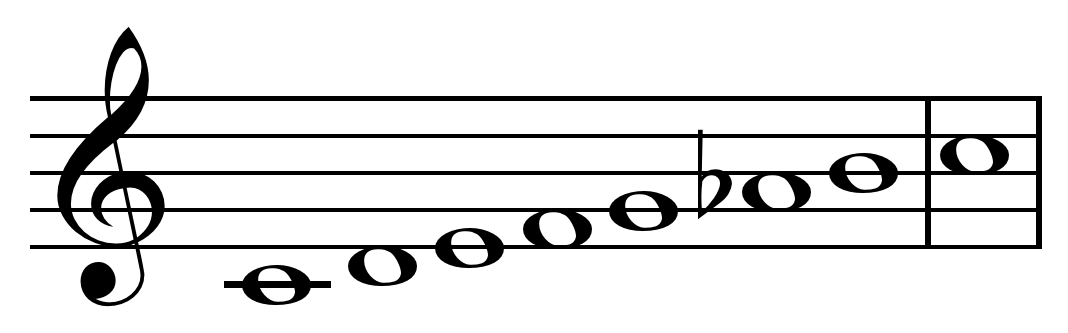

Гармонічний мажор (англ. harmonic major scale) — різновид звукоряду мажорного ладу, характерною особливістю якого, що відрізняє його від натурального мажора, є понижений шостий ступінь.
Гармонічний мажорний лад будується таким чином: тон-тон-півтон-тон-півтон-півтора тону-півтон.
Поряд з гармонічним мажором існує гармонічний мінор. Гармонічні лади мають специфічне забарвлення завдяки збільшеній секунді, що з'явилася в ладі. Такі лади властиві багатьом національним культурам азійських країн.